# 秦莘田
秦莘田（1694年—1795年），字乐耕，号待轩。江苏无锡人，秦观后人。清朝政治人物。
雍正十一年，登进士。历任湖南益阳县知县，保靖知县、福建武平县知县，有善政，民立生祠堂祭之。